# 珠氯米芬
珠氯米芬（INN：Zuclomifene或USAN：Zuclomiphene）是一种从未上市销售的三苯乙烯类非甾体选择性雌激素受体调节剂。它是氯米芬的两种立体异构体之一，氯米芬本身是由38%的珠氯米芬和62%的恩氯米芬组成的混合物。祖氯米芬是氯米芬的(Z)-立体异构体，而恩氯米芬是(E)- 立体异构体。祖氯米芬被描述为具有轻度雌激素作用，而恩氯米芬被描述为抗雌激素作用。因此，与恩氯米芬不同，由于雌激素受体的激活，祖氯米芬具有抗促性腺激素作用，并降低了男性的睾酮水平。在诱导排卵方面，它的效力也是恩氯米芬的五倍左右。